# Soye (Belgique)
Pour les articles homonymes, voir Soye.
Pour les articles ayant des titres homophones, voir Soi et Soie (homonymie).
Soye (en wallon Sôye) est une section de la commune belge de Floreffe située en Région wallonne dans la province de Namur. C'était une commune à part entière avant la fusion des communes de 1977.

## Géographie

### Situation
Le village se trouve à quelques kilomètres à l'ouest de Floreffe, sur la rive gauche de la Sambre, un affluent de la Meuse.

## Évolution démographique
- Source: DGS, 1831 à 1970=recensements population, 1976= habitants au 31 décembre

## Histoire
Par lettres du 2 octobre 1662, la seigneurie de Soye, située au pays de Namur, est érigée en baronnie, en y joignant celle de Jodion, au profit de François-Philippe d'Yve (famille d'Yve).

## Patrimoine et culture

### Patrimoine architectural

#### Eglise Saint-Amand
Replaçant un édifice plus ancien, probablement d'origine romane attesté par un document de 964. La construction de l'église remonte à 1754, il s'agit d'une mononef qui se terminant par un chœur à trois pans qui sera agrandie en 1829 par adjonction des collatéraux, une nouvelle façade fut avancée et élevée sommée par un cloche, pour laquelle on remploie le portail antérieur daté de 1754. L'ancien cimetière qui entoure l'église possède la chapelle funéraire de la famille de Blommaert.

#### Chapelle Saint-Amand

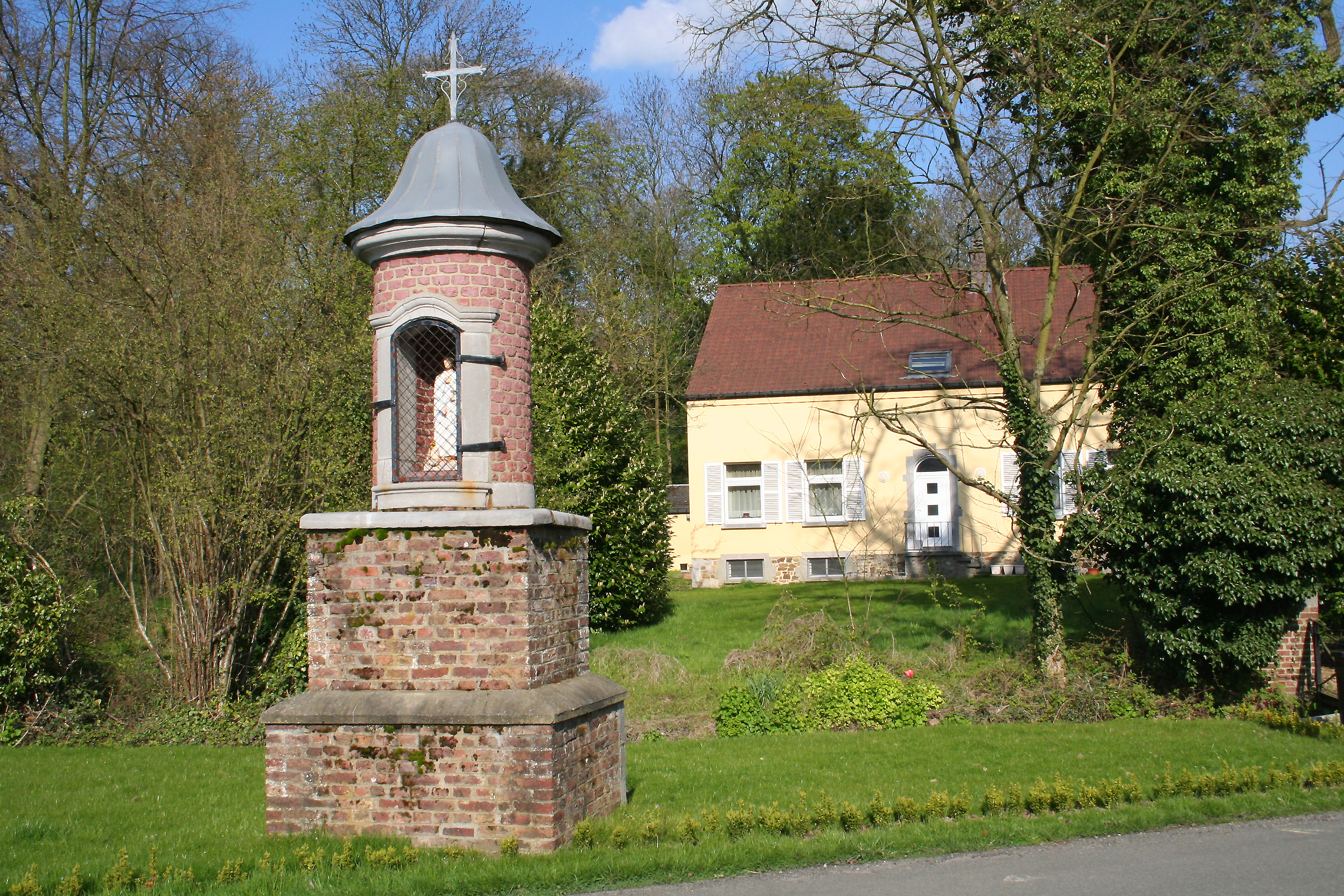
La potale de la rue Saint-Amand.

Edifice classique de la fin du XVIIIe siècle, classé comme monument en 1980.

#### Chapelle Notre-Dame des Affligés
Erigée en 1872, à l'angle du carrefour formé par le chemin de Jodion à Floriffoux et l'ancienne route de Bouvignes (rue de la Basse-Sambre), au lieu-dit « Aux sept bonniers », sur les hauteurs de Soye à proximité de l'endroit où se dressait autrefois le chêne à la justice, gibet où étaient exécuté les arrêts de la justice seigneuriale de Soye.

#### Chapelle Notre-Dame d'Ourchet
Bâtie en 1641 par Anne de Lonchin, avant la construction de la route de Soye à Franière, la chapelle se trouvait en bordure de l'ancien chemin qui longeant le Ry des Miniats aboutissait à cent endroit et se dirigeait vers le gué en amont du pont actuel.

#### Chapelle Saint-Roch
La chapelle fut classée en 1977, construite en 1636 par Anne de Lonchin située au carrefour des rues Saint-Amand, Saint-Roch et Notre-Dame des Affligés.

#### Château de Soye
Déjà cité en 1546, le château actuel relève d’une construction plus ancienne dont on ignore tout. Il fut la propriété et le fief de plusieurs familles : de ‘t Serclaes, de Lonchin, d’Yve, de Blommaert, qui laissèrent leurs traces dans l’évolution et l’agencement des bâtiments. Les dernières transformations furent le fait de la famille de Blommaert de Soye (1812-1922), qui firent du château un lieu de séjour agréable. Jouxtant le château, une remarquable ferme, datant de la seconde moitié du XVIIe siècle, fut construite d’après des croquis de Vauban. Le Grand Dauphin logea au château de Soye lors du siège de Namur de 1692. À l’origine, ferme et château sont ceinturés de douves alimentées par le Ry des Mignats (ou Miniats) tout proche. Plusieurs pierres armoriées font allusion aux différents propriétaires des lieux.

## Enseignement
École communale de Soye, rue Saint-Roch.